# Championnat d'Écosse de football de deuxième division 2023-2024
 (août 2025).
Navigation
Édition précédente Édition suivante
Le championnat d'Écosse de football de 2e division 2023-2024 (ou Scottish Championship), est la 118e édition du Championnat d'Écosse de football de deuxième division. Il s'agit de la 11e édition de ce championnat sous cette nouvelle formule depuis la réforme du football écossais de 2013.

## Compétition
La saison compte 36 journées, chaque équipe affrontant quatre fois toutes les autres équipes.

### Règlement
Le classement est établi sur le barème de points classique (victoire à 3 points, match nul à 1, défaite à 0). Les clubs à égalité en nombre de points sont départagés en fonction des critères suivants :
1. Plus grande différence de buts générale ;
2. Plus grand nombre de buts marqués ;
3. Confrontations directes entre les équipes : 
  1. points terrain ;
  2. différence de buts particulière ;
  3. nombre de buts inscrits.
4. Dans le cas où l'égalité persiste et où une place de promotion/relégation est en jeu, les équipes se départagent lors d'un match d'appui sur terrain neutre ; sinon (place ne présentant aucun enjeu), elles sont déclarées ex aequo.

### Classement général
| Rang | Équipe                       | Pts | J  | G  | N  | P  | Bp | Bc | Diff |
| ---- | ---------------------------- | --- | -- | -- | -- | -- | -- | -- | ---- |
| 1    | Dundee United R              | 75  | 36 | 22 | 9  | 5  | 73 | 23 | +50  |
| 2    | Raith Rovers                 | 69  | 36 | 20 | 9  | 7  | 58 | 42 | +16  |
| 3    | Partick Thistle              | 55  | 36 | 14 | 13 | 9  | 63 | 54 | +9   |
| 4    | Airdrieonians FC P           | 52  | 36 | 15 | 7  | 14 | 44 | 44 | 0    |
| 5    | Greenock Morton              | 45  | 36 | 12 | 9  | 15 | 43 | 46 | -3   |
| 6    | Dunfermline Athletic P       | 45  | 36 | 11 | 12 | 13 | 43 | 48 | -5   |
| 7    | Ayr United                   | 44  | 36 | 12 | 8  | 16 | 53 | 61 | -8   |
| 8    | Queen's Park                 | 43  | 36 | 11 | 10 | 15 | 50 | 56 | -6   |
| 9    | Inverness Caledonian Thistle | 42  | 36 | 10 | 12 | 14 | 41 | 40 | +1   |
| 10   | Arbroath FC                  | 23  | 36 | 6  | 5  | 25 | 35 | 89 | -54  |

Promotions
- Promotion en Scottish Premiership
- Qualification pour les barrages de promotion

Relégations
- Relégation en Scottish League One
- Barrages de relégation

Abréviations
- R : Relégué de Scottish Premiership 2022-2023
- P : Promus de Scottish League One 2022-2023

Dundee United remporte le championnat et remonte en première division une saison après l'avoir quittée.

### Barrages de promotion/relégation en D1/D2
Les équipes classées deuxième, troisième et quatrième participent aux barrages. Si une de ces équipes remporte cette compétition prenant la forme d'une coupe en matches aller-retour, elle accède à la division supérieure.
La quatrième équipe participante est l'équipe ayant terminé à l'avant-dernière place de la division supérieure. L'équipe qui remporte les barrages jouera la saison 2024-2025 en première division. La perdante en deuxième division.

#### Premier tour
| Équipe 1         | Résultat | Équipe 2        | Aller | Retour |
| ---------------- | -------- | --------------- | ----- | ------ |
| Airdrieonians FC | 3 - 4    | Partick Thistle | 2 - 2 | 1 - 2  |

#### Deuxième tour
| Équipe 1        | Résultat        | Équipe 2     | Aller | Retour |
| --------------- | --------------- | ------------ | ----- | ------ |
| Partick Thistle | 3 - 3 (tab 3-4) | Raith Rovers | 1 - 2 | 2 - 1  |

#### Troisième tour
| Équipe 1     | Résultat | Équipe 2    | Aller | Retour |
| ------------ | -------- | ----------- | ----- | ------ |
| Raith Rovers | 1 - 6    | Ross County | 1 - 2 | 0 - 4  |

Ross County reste en première division,.